# Olde English Bulldogge
Olde english bulldogge[a](OEB) é uma recente raça de cães norte-americana, cuja criação foi iniciada na década de 1970. Foi desenvolvida inicialmente por David Leavitt que tinha o objetivo de recriar o saudável antigo buldogue inglês, atualmente extinto —  Porém a criação tomou outra direção e ocorreu uma divisão. Leavitt adotou outro nome para sua criação original (Leavitt bulldog), enquanto criadores modernos que seguiram o outro objetivo permaneceram com o nome OEB.

## História

### Antigo buldogue inglês
O original Antigo Buldogue Inglês, criado na Inglaterra, era um cão de trabalho que, originalmente, capturava gado bovino bravo e guardava a propriedade protegendo o gado e os seus donos. A força, a coragem e a familiaridade com bois bravos levou-o à popularidade no brutal desporto sangrento com touros (Bull-baiting). Quando este desporto foi proibido na Inglaterra em 1835, este tipo original de buldogue quase se extinguiu e no seu lugar surgiu um novo tipo de cão, menor, mais troncudo e muito menos ágil e atlético, que conhecemos hoje como buldogue inglês. 

### Olde english bulldogge
Muito aficionados vem ao longo das décadas tentando recriar o extinto antigo buldogue inglês, surgindo vários projetos, dentre os mais famosos esteve o projeto de David Leavitt.
Usando um sistema de reprodução desenvolvido para bovinos, por volta dos anos 1970, David Leavitt inciou cruzamentos entre o buldogue inglês moderno com as seguintes raças:
- Buldogue americano
- American pit bull terrier
- Bulmastife

Estas três raças são descendentes do original Antigo Buldogue Inglês. 
O resultado foi uma raça atlética que se parecia com os buldogues de 1860 mas que também possuía um temperamento mais amigável. O criador da raça, Leavitt, idealizou que esta nova raça fosse chamada de Olde English Bulldogge, com esta grafia antiga, porém desde que a raça tomou uma direção diferente por parte de novos criadores com vertentes modernas focadas à estética exótica, e foi reconhecida pelo United Kennel Club em 2014 com este nome, Leavitt mudou o nome dos cães de sua criação própria para Leavitt Bulldog como uma raça separada.

## Olde english bulldogge brasileiro
Em 2013 a CBKC reconheceu a raça americana antes que qualquer grande entidade de reconhecimento mundial, e por esta razão registrou a raça com o nome em inglês acrescentado da condição "brasileiro" e adotou o padrão estabelecido pela IOEBA (International Olde English Bulldogge Association). Já o United Kennel Clube, que reconheceu a raça apenas em 2014, adotou um padrão diferente.